# Carmarthen
Carmarthen (en galés: Caerfyrddin) es la capital del condado de Carmarthenshire, en Gales. Se encuentra a orillas del río Towy. Es el pueblo más viejo del país.
En el censo de 2001 registró una población de 13.760 habitantes. Cuenta con un significativo porcentaje de hablantes de lengua galesa.
Cuenta con un castillo medieval y uno de los siete anfiteatros romanos existentes en el Reino Unido.

## Ciudades hermanas
- Lesneven, Francia.
- Puentes de García Rodríguez, Galicia, España.